# بلند (کلرادو)
بلند، کلرادو (انگلیسی: Blende, Colorado) یک حوزه سرشماری در شهرستان پوبلوو، کلرادو در ایالت کلرادو، ایالات متحده آمریکا و به موجب سرشماری ۲۰۱۰ ایالات متحده آمریکا جمعیت آن ۸۷۸ نفر بوده‌است